# Слободка (Одесская область)
Слобо́дка (укр. Слобідка) — посёлок в Подольском районе Одесской области Украины.

## История
В ходе Великой Отечественной войны в 1941 - 1944 годы село находилось под немецко-румынской оккупацией.
В январе 1989 года численность населения составляла 2700 человек.
На 1 января 2013 года численность населения составляла 2436 человек.

## Известные уроженцы и жители
Слободка — родина Героя Советского Союза Ивана Тихоновича Авеличева, механика-водителя лёгкого танка Т-60 «Малютка» Екатерины Алексеевны Петлюк.